# Wilfrid Pelletier

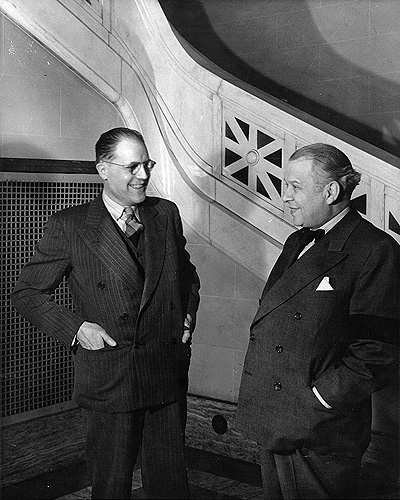
Claude Champagne (izquierda) y Wilfrid Pelletier (1943).

Wilfrid Pelletier (20 de junio de 1896 - 9 de abril de 1982) era un director de orquesta y pianista canadiense.
Con frecuencia, dirigió en el Metropolitan Opera y fue un director que destacó en numerosas grabaciones de RCA Victor, incluyendo el Réquiem de Gabriel Fauré. Dirigió los estrenos en EE. UU. de Le Coq d'Or de Rimski-Kórsakov y de Mârouf, savetier du Caire, obra de Henri Rabaud.
En 1938, Pelletier apareció en la conocida película de Paramount The Big Broadcast of 1938 mientras dirigía a la soprano noruega Kirsten Flagstad en Brunhilde's Battle Cry de La valquiria Richard Wagner.
En 1937, Pelletier se casó con la cantante de ópera americana Rose Bampton. 

## Honores
- En 1915 se le concedió el Prix d'Europe.

- En 1962 se le concedió la medalla Bene merenti de patria.

- La Sala Wilfrid-Pelletier de la Place des Arts, la mayor sala de conciertos de Canadá, fue nombrada en su honor en 1966.

- En 1967, fue nombrado Companion de la Orden de Canadá.

- En 1975, recibió la Medalla del Consejo canadiense de la música.